# Jost Metzler
Pour les articles homonymes, voir Metzler.
Jost Metzler (26 février 1909 – 29 septembre 1975) était un commandant d'U-Boot pendant la Seconde Guerre mondiale.

## Biographie
Il fait des études scientifiques mais les abandonne pour s'engager dans la marine. Il fera son apprentissage de marin sur les derniers voiliers allemands. En 1926, il passe le Cap Horn comme matelot de pont sur le Trois-mâts Oldenbourg.
Il prend le commandement de l'U-69 et met ce bateau en service le 2 novembre 1940. « Il fait hisser le pavillon et les flammes » et amorce l'entraînement de l'équipage du bateau. Lequel appareille le 10 février 1941.
Metzler abandonne son commandement pour raison de santé le 1er mars 1943 dans un hôpital de La Baule. Il ne navigue plus, exerçant divers commandements à terre. Il est promu Korvettenkapitän le 1er octobre 1943.

## Sources
: document utilisé comme source pour la rédaction de cet article.